# نصير أباد (فورغ)
نصير أباد (بالفارسية: نصیرآباد) هي قرية تقع في إيران في ناحية فورغ. يقدر عدد سكانها بـ 955 نسمة بحسب إحصاء 2016.